# Phtheirichthys lineatus
Phtheirichthys lineatus is een  straalvinnige vissensoort uit de familie van remoras of zuigbaarzen (Echeneidae). De wetenschappelijke naam van de soort is voor het eerst geldig gepubliceerd in 1791 door Archibald Menzies. Hij ontdekte deze vissoort in de tropische Stille Oceaan.